# Champrond-en-Gâtine
Champrond-en-Gâtine település Franciaországban, Eure-et-Loir megyében. Lakosainak száma 733 fő (2022. január 1.). Champrond-en-Gâtine Le Thieulin, Combres, Happonvilliers és Saintigny községekkel határos.

## Népesség
A település népességének változása:
| Lakosok száma | 507  | 430  | 356  | 459  | 601  | 638  | 661  | 688  | 702  | 733  |
|               | 1968 | 1982 | 1990 | 2006 | 2013 | 2015 | 2017 | 2019 | 2020 | 2022 |